# Ainhoa Murúa
Ainhoa Murúa Zubizarreta (* 18. Juli 1978 in Zarautz) ist eine ehemalige spanische Triathletin. Sie ist vierfache Olympiastarterin (2004, 2008, 2012, 2016) und Vizeeuropameisterin auf der olympischen Kurzdistanz (2012).

## Werdegang
Ainhoa Murúa startete 2004, 2008 und 2012 im Triathlon für Spanien bei den Olympischen Sommerspielen. 2012 erzielte sie mit dem siebten Rang ihre beste Platzierung.

### Vizeeuropameisterin Triathlon 2012
Im April 2012 wurde sie in Israel Triathlon-Vizeeuropameisterin auf der olympischen Kurzdistanz (1,5 km Schwimmen, 40 km Radfahren und 10 km Laufen). In Frankreich startet sie bei der Meisterschaftsserie Grand Prix de Triathlon für den Verein TCG 79 Parthenay.
Im September 2013 wurde Murúa spanische Triathlon-Staatsmeisterin. Im Juli 2015 wurde Murúa in Genf Dritte bei der Triathlon-Europameisterschaft auf der olympischen Distanz.
Ainhoa Murúa qualifizierte sich 2016 zum vierten Mal für einen Startplatz bei den Olympischen Sommerspielen, sie ging zusammen mit Carolina Routier und Miriam Casillas García am 20. August in Rio de Janeiro für Spanien an den Start, konnte das Rennen aber nicht beenden. Seit 2016 tritt sie nicht mehr international in Erscheinung.
Ainhoa Murúa lebt in ihrem Geburtsort Zarautz.

## Sportliche Erfolge
| Datum/Jahr    | Rang | Wettbewerb                                    | Austragungsort | Zeit     | Bemerkung                                                                                               |
| ------------- | ---- | --------------------------------------------- | -------------- | -------- | --- |
| 20. Aug. 2016 | DNF  | Olympische Sommerspiele 2016                  | Rio de Janeiro | –        | |
| 24. Apr. 2016 | 11   | ITU World Championship Series 2016            | Kapstadt       | 01:00:36 | |
| 11. Juli 2015 | 3    | ETU Triathlon European Championships          | Genf           | 02:09:16 | Europameisterschaft auf der olympischen Kurzdistanz                                                     |
| 7. März 2015  | 34   | ITU World Championship Series 2015            | Abu Dhabi      | 01:00:55 | im ersten Rennen der Saison auf der Sprintdistanz                                                       |
| 13. Juli 2014 | 14   | ITU Sprint Triathlon World Championships Team | Hamburg        | 01:22:19 | bei der Team-Weltmeisterschaft – zusammen mit Carolina Routier, Mario Mola und Fernando Alarza          |
| 7. Sep. 2013  | 1    | ESP Triathlon National Championships          | Los Narejos    | 02:05:49 | Triathlon-Staatsmeisterin                                                                               |
| 4. Aug. 2012  | 7    | Olympische Sommerspiele 2012                  | London         | 02:00:56 | |
| 20. Apr. 2012 | 2    | ETU Triathlon European Championships          | Eilat          | 02:07:20 | Vizeeuropameisterin auf der olympischen Kurzdistanz                                                     |
| 24. Juni 2011 | 4    | ETU Triathlon European Championships          | Pontevedra     | 02:05:40 | Europameisterschaft                                                                                     |
| 18. Aug. 2008 | 28   | Olympische Sommerspiele 2008                  | Peking         | 02:04:48 | [ 1 ]                                                                                                   |
| 1. Nov. 2006  | 3    | ITU Triathlon Team World Championships        | Cancún         | 01:07:14 | im Team mit Zurine Rodriguez und Ana Burgos (3 × 250 m Schwimmen, 6,67 km Radfahren und 1,67 km Laufen) |
| 25. Aug. 2004 | 24   | Olympische Sommerspiele 2004                  | Athen          | 02:09:27 | |
| 21. Juni 2003 | 19   | ETU Triathlon European Championships          | Karlsbad       | 02:15:02 | Europameisterschaft über die olympische Distanz (1,5 km Schwimmen, 40 km Radfahren und 10 km Laufen)    |
| 9. Nov. 2002  | 21   | ITU Triathlon World Championships             | Cancún         | 02:06:09 | Weltmeisterschaft                                                                                       |
| 6. Juni 2002  | 28   | ETU Triathlon European Championships          | Győr           | 02:03:54 | Triathlon-Europameisterschaft auf der olympischen Distanz, hinter der Siegerin Kathleen Smet            |
| 13. Mai 2001  | 10   | ITU Triathlon European Cup                    | Funchal        | 02:21:52 | |

(DNF – Did Not Finish)